# Noemie Fox
Noemie Fox (Marseille, 19 de março de 1997) é uma canoísta australiana.

## Vida pessoal
Fox nasceu na França e é judia. Ela vem de uma família de canoagem slalom, com seu pai sendo o ex-campeão mundial Richard Fox, sua mãe e treinadora Myriam Fox-Jerusalmi (que ganhou a medalha de bronze no K1 nos Jogos Olímpicos de Atlanta em 1996), sua tia Rachel Crosbee (medalhista de prata no campeonato mundial) e sua irmã mais velha, campeã olímpica e mundial Jessica Fox.

## Carreira
Ela ganhou três medalhas no Campeonato Mundial de Canoagem Slalom da ICF, com duas de ouro (equipe C1: 2019, equipe K1: 2023) e uma de prata (equipe C1: 2017).
Nos Jogos Olímpicos de Verão de 2024, em Paris, conquistou a medalha de ouro na competição do caiaque cross feminino.